# First Light
First Light е първият албум на рок групата Уишбоун Еш. Неговата задача е да подсигури звукозаписна сделка, но тъй като групата записва с Ем-Си-Ей Рекърдс, с помощта на китариста на Дийп Пърпъл Ричи Блекмор, те решават да презапишат по-голямата част от материала.
През 2006 г. почитател на групата от Америка, наречен Доктор Джон, купува ацетата от търг на Кристи, и през 2007 г. преоткритите записи са издадени от Токин Елефънт. Така феновете на групата най-накрая се добират до оригиналните версии на песните от дебютния албум, както и две неиздадени дотогава песни, Roads Of Day To Day, и Joshua, както и вокализирана версия на Alone (която се появява като инструментална песен на втория албум Pilgrimage). Албумът като цяло представя групата в началните етапи на своето развитие. По време на сесиите за звукозапис, бандата използва домашно направени инструменти – Мартин Търнър използва домашна бас китара, която купува за 5 паунда.

## Песни
Всички песни са композирани от Енди Пауъл, Мартин Търнър, Тед Търнър и Стив Ъптън.
1. Lady Whiskey – 3:11
2. Roads Of Day To Day – 5:51
3. Blind Eye – 3:35
4. Joshua – 2:13
5. Queen Of Torture – 3:09
6. "Alone (с вокали)" – 3:09
7. Handy – 12:41
8. Errors Of My Way – 6:24